# Pozorna korelacja
Pozorna korelacja – relacja matematyczna, w której dwa lub więcej zdarzenia lub zmienne są powiązane, czyli może istnieć przekonanie o ich skorelowaniu, ale w istocie nie są one skorelowane sensu stricto, gdyż brak jest powiązania przyczynowo-skutkowego między nimi, a zachodzi przypadek, zbieg okoliczności lub występuje pewien trzeci czynnik zwany zmienną zakłócającą. 
Eksperymentalnie wyznaczone korelacje nie definiują związków przyczynowo skutkowych, chyba że pozorna korelacja może być wykluczona (zobacz: korelacja nie musi implikować przyczynowości).